# Furness-Algorithmus
Der Furness-Algorithmus ist ein von K. P. Furness entwickeltes iteratives Optimierungsverfahren zur Lösung konvexer Optimierungsprobleme mit Minimierung der Entropie.

## Verkehrsplanung
In der Verkehrsplanung wird der Furness-Algorithmus zur Umlegung von Verkehrsstrom-Matrizen mit unelastischen Randsummenbedingungen benutzt. In diesen Matrizen sind das Quellverkehrsaufkommen {\displaystyle Q_{i}}, das Zielverkehrsaufkommen {\displaystyle Z_{i}} und das Gesamtverkehrsaufkommen der einzelnen Verkehrsmodi {\displaystyle A_{k}} bekannt.

### Grundmodell der Zielwahl
Nach dem Grundmodell der Zielwahl wird die Verkehrsmenge von {\displaystyle i} nach {\displaystyle j} mit dem Modus {\displaystyle k} berechnet sich hierbei aus der Multiplikation der Bewertungsfunktion mit den Faktoren für {\displaystyle i}, {\displaystyle j} und {\displaystyle k}. {\displaystyle v_{i,j,k}=B_{i,j,k}\cdot fq_{i}\cdot fz_{j}\cdot fa_{k}}
Das Quellverkehrsaufkommen von {\displaystyle i} ausgehend sei definiert als
{\displaystyle Q_{i}=\sum _{j}\sum _{k}{v_{i,j,k}}.}
Das Zielverkehrsaufkommen nach {\displaystyle j} gehend sei definiert als
{\displaystyle Z_{j}=\sum _{i}\sum _{k}{v_{i,j,k}}.}
Das Verkehrsaufkommen eines Verkehrsmodus {\displaystyle k} sei definiert als
{\displaystyle A_{k}=\sum _{i}\sum _{j}{v_{i,j,k}}.}

### Furness-Algorithmus
Die Faktoren {\displaystyle fq_{i}},{\displaystyle fz_{j}} und {\displaystyle fa_{k}} werden iterativ mit dem Furness-Algorithmus berechnet:
Zu Beginn werden alle Faktoren auf 1 gesetzt. {\displaystyle fq_{i}(0)=fz_{j}(0)=fa_{k}(0)=1}
Anschließend wird der Quellverkehrsfaktor {\displaystyle fq_{i}(p+1)} wie folgt berechnet: {\displaystyle fq_{i}(p+1)={\frac {Q_{i}}{\sum _{j}\sum _{k}{B_{i,j,k}\cdot fz_{j}(p)\cdot fa_{k}(p)}}}}
Dieser Faktor wird zur Berechnung des Zielverkehrsfaktor {\displaystyle fz_{j}(p+1)} benutzt:{\displaystyle fz_{j}(p+1)={\frac {Z_{j}}{\sum _{i}\sum _{k}{B_{i,j,k}\cdot fq_{i}(p+1)\cdot fa_{k}(p)}}}}
Im dritten Schritt werden diese beiden Faktoren zur Berechnung des Modusfaktors {\displaystyle fa_{k}(p+1)} benutzt:{\displaystyle fa_{k}(p+1)={\frac {A_{k}}{\sum _{i}\sum _{j}{B_{i,j,k}\cdot fq_{i}(p+1)\cdot fz_{j}(p+1)}}}}
Diese Faktoren werden anschließend für den nächsten Iterationsschritt verwendet.

## Beispiel
Anmerkung: Der Einfachheit halber wird nur ein Modus berechnet.
Gegeben sei folgende Quelle-Ziel-Matrix:
{\displaystyle {\begin{matrix}&&&V_{j}&&\sum \\&&1&2&3&\\&1&?&?&?&25\\Q_{i}&2&?&?&?&75\\&3&?&?&?&200\\\sum &&50&100&150&300\end{matrix}}}
und folgende Bewertungsmatrix:
{\displaystyle {\begin{matrix}B_{\text{i,j}}&1&2&3&\\1&0{,}5&0{,}75&0{,}25\\2&0{,}75&0{,}5&1\\3&0{,}25&1&0{,}5\\\end{matrix}}}
Im ersten Schritt berechne man nun {\displaystyle f_{\text{q1}}(1),f_{\text{q2}}(1)} und {\displaystyle f_{\text{q3}}(1)}:
{\displaystyle f_{\text{q1}}(1)={\frac {25}{0{,}5*1+0{,}75*1+0{,}25*1}}=16{,}667}
{\displaystyle f_{\text{q2}}(1)={\frac {75}{0{,}75*1+0{,}5*1+1*1}}=33{,}333}
{\displaystyle f_{\text{q3}}(1)={\frac {200}{0{,}25*1+1*1+0{,}5*1}}=114{,}286}
Im zweiten Schritt berechne man nun {\displaystyle f_{\text{z1}}(1),f_{\text{z2}}(1)} und {\displaystyle f_{\text{z3}}(1)}:
{\displaystyle f_{\text{z1}}(1)={\frac {50}{0{,}5*16{,}667+0{,}75*33{,}333+0{,}25*114{,}286}}=0{,}808}
{\displaystyle f_{\text{z2}}(1)={\frac {100}{0{,}75*16{,}667+0{,}5*33{,}333+1*114{,}286}}=0{,}697}
{\displaystyle f_{\text{z3}}(1)={\frac {150}{0{,}25*16{,}667+1*33{,}333+0{,}5*114{,}286}}=1{,}585}
Aus diesen Faktoren berechne man nun die erste Aufteilung der Verkehrsströme nach folgendem Muster:
{\displaystyle v_{\text{2,1}}=B_{\text{2,1}}*fq_{\text{2,1}}*_{\text{2,1}}=0{,}75*33{,}333*0{,}808=20{,}2}
{\displaystyle {\begin{matrix}&&&V_{j}&&\sum _{\text{ber}}&\sum _{\text{geg}}\\&v_{\text{i,j}}&1&2&3&&\\&1&6{,}7&8{,}7&6{,}6&22{,}1&25\\Q_{i}&2&20{,}2&11{,}6&52{,}8&84{,}6&75\\&3&23{,}1&79{,}7&90{,}6&193{,}3&200\\\sum _{\text{ber}}&&50{,}0&100{,}0&150{,}0&300\\\sum _{\text{geg}}&&50&100&150&&300\\\end{matrix}}}
Nach dem ersten Schritt werden die Randsummen der Zielseite bereits sehr genau eingehalten. Die Randsummen der Quellseite weichen jedoch noch deutlich von den Vorgaben der Quelle-Ziel-Matrix ab. Nach einem weiteren Schritt wird diese jedoch schon deutlich genauer eingehalten:
{\displaystyle {\begin{matrix}&&&V_{j}&&\sum _{\text{ber}}&\sum _{\text{geg}}\\&v_{\text{i,j}}&1&2&3&&\\&1&7{,}7&9{,}6&7{,}6&24{,}9&25\\Q_{i}&2&18{,}1&10{,}0&47{,}4&75{,}6&75\\&3&24{,}2&80{,}3&94{,}9&199{,}4&200\\\sum _{\text{ber}}&&50{,}0&99{,}9&150{,}0&300\\\sum _{\text{geg}}&&50&100&150&&300\\\end{matrix}}}
mit
{\displaystyle f_{\text{q1}}(2)=18{,}896}, {\displaystyle f_{\text{q2}}(2)=29{,}533} und {\displaystyle f_{\text{q3}}(2)=118{,}238}, sowie
{\displaystyle f_{\text{z1}}(2)=0{,}818}, {\displaystyle f_{\text{z3}}(2)=0{,}679} und {\displaystyle f_{\text{z3}}(2)=1{,}606}.